# Д’Андло, Гастон Ардуэн Жозеф
Гастон Ардуэн Жозеф д’Андло (нем. Gaston Hardouin Joseph d'Andlau, comte de Epoux; 1824—1892) — французский военачальник, бригадный генерал и публицист.

## Биография
Гастон Ардуэн Жозеф д’Андло родился 1 января 1824 года во Франции в городе Нанси.
Учился в Сен-Сирском военном училище, по окончании которого в 1844 году был произведен в лейтенанты, а уже в 1845 переведен на службу в Генеральный штаб.
В чине капитана он отличился под Севастополем; по окончании Австро-итало-французской войны 1859 отправлен в столицу Австрии город Вену в качестве военного агента и был французским комиссаром при определении границ между Турцией и Сербией.
В 1870 году, будучи в звании полковника генштаба, д’Андло был прикомандирован к французской Рейнской армии, участвовал в сражении под Мецом, а после капитуляции этой крепости содержался в плену в городе Гамбурге. Здесь он написал «Lettre d’un colonel d'état-major sur la capitulation de Metz» и «Metz, campagne et négociations» — сочинения, наделавшие много шума, так как в них д’Андло очень искусно и с кажущимся беспристрастием сваливал вину мецской катастрофы на Франсуа Ашиля Базена и этим существенно содействовал организации суда над этим французским маршалом. За это д’Андло навлек на себя неудовольствие некоторых старших генералов и только в 1879 году получил чин бригадного генерала, а 1 января 1886 года был отчислен в запас генералитета.
После отставки, Гастон Ардуэн Жозеф д’Андло эмигрировал в Соединённые Штаты Америки, где и скончался в январе 1892 года в Новом Орлеане.